# Joana Abrines
Joana Abrines (Inca, 1984) és una poeta, música i periodista balear que escriu en català i castellà.

És llicenciada en periodisme per la Universitat de Madrid i la de São Paulo, i compta amb un postgrau en guió televisiu per a programes d'humor i entreteniment.

Actualment treballa a la Fundació Mallorca Literària. Abans treballà cinc anys al Centre de Cultura Contemporània de Barcelona, i allí, entre altres coses, portà la documentació audiovisual de l'exposició Pantalla Global, la programació de Canal Alfa del festival de literatura amplificada Kosmopolis. També s'encarregà de la producció del programa televisiu “Soy Cámara”, coproduït pel CCCB i TVE.

La seua faceta de poeta s'ha vist reconeguda en guanyar, l'any 2010, el premi E-poemes de La Vanguardia amb el videopoema «I’Marte». A més, en aquest mateix any autopublicà el poemari Poseía Poesía il·lustrat per Joan Garau i musicat per Joan i Pep Garau, amb qui forma el col·lectiu Impar3en1. La seua obra forma part de diverses antologies com ara Amb accent a la neutra. Antologia de dones poetes a Mallorca (Lleonard Muntaner, 2014, ISBN 9788416116294), Caldo de Cultivo, El Comecuentos (relats breus, Silva Editorial, Tarragona, 2012) i Anonimos 2.0. També és una de les poetes compilades al documental Som Elles, a la web-sèrie Disertando a la hora del postre, i al Festival Nuevas Realidades Videopolíticas.

És co-coordinadora de l'Aparador de Poesia de l'Espai Mallorca, amb Maria Antònia Massanet, col·labora mensualment en el programa radiofònic «La Inercia» i, a més a més, reuneix continguts de temes relacionats amb l'art i literatura, poemes, escrits breus i reflexions personals al seu "quadern de bitàcola" o bloc, Joana Abrines // Versos ilustrados (en català i castellà).

Ha realitzat videopoemes que s'han projectat a diversos festivals, com ara “Fluxus BCN”. Ha realitzat durant 5 anys tallers d'escriptura per a adults i infants a la Xarxa de Biblioteques de Mallorca, i fa 4 anys que treballa en projectes relacionades amb la maternitat, dirigint el documental Maternitats subversives, produït pel Centre de Cultura Contemporània de Barcelona, i està preparant un seminari sobre «Maternitat(s). Et vaig escriure de nit i et vaig llegir de dia, el retorn va ser etern». «Som Tantíssimes» és el seu cant a la sororitat i ha coordinat l'espectacle homònim dins l'Any Salvà dedicat a la primera poeta moderna catalana, fent una genealogia de la poesia catalana des de Maria Antònia Salvà fins a Maria Mercè Marçal.